# Sturla Sighvatsson
Sturla Sighvatsson, född 1199, död 1238, var en isländsk hövding mot slutet av fristatstiden. Han tillhörde sturlungaätten och var son till Sighvat Sturlasson och Halldóra Tumadóttir. Han var bror till Tord kakali.
Han dödades tillsammans med sin far och tre av sina bröder (Kolbein, Markus och Tord krok) i slaget vid Örlygsstad 21 augusti 1238. Detta finns beskrivet i Islänningarnas saga, som ingår i Sturlungasagan och skrevs av Sturlas kusin Sturla Thordarson.